# Косово и Метохија међународни филмски фестивал
Косово и Метохија међународни филмски фестивал је филмски фестивал који се одржава сваке године на Косову и Метохији, у организацији Европског културног форума, под покровитељством Канцеларије за Косово и Метохију.
Програм фестивала је састављен од остварења како светске и европске, тако и домаће кинематографије. Гости фестивала су реномирани филмски ствараоци, познати српски глумци и личности из јавног живота. Публика фестивала додељује две награде: за највољи страни и домаћи филм.